# Луки (Лубенський район)
Луки́ — село в Україні, у Лубенському районі Полтавської області. Населення становить 262 осіб. Колишній орган місцевого самоврядування — Мгарська сільська рада.

## Географія
Село Луки знаходиться на правому березі річки Удай, яка через 1,5 км впадає в річку Сула, вище за течією на відстані 1 км розташоване село Тишки, на протилежному березі — село Висачки.

## Історія
В період Гетьманщини село входило до Лубенської першої сотні Лубенського полку.
Універсалом Богдана Хмельницького від 29 червня 1656 року села Луки та Хитці передані у власність Лубенському Мгарському монастиреві.
12 червня 2020 року, відповідно до розпорядження Кабінету Міністрів України № 721-р «Про визначення адміністративних центрів та затвердження територій територіальних громад Полтавської області», село увійшло до складу Лубенської міської громади.
19 липня 2020 року, в результаті адміністративно - територіальної реформи та ліквідації Лубенського району(1923-2020), село увійшло до складу новоутвореного Лубенського району.

## Політика

### Парламентські вибори, 2019
На позачергових парламентських виборах 2019 року у селі функціонувала окрема виборча дільниця № 530505, розташована у приміщенні клубу.
Результати
- зареєстровано 185 виборців, явка 63,24%, найбільше голосів віддано за «Слугу народу» — 40,00%, за Радикальну партію Олега Ляшка — 14,78%, за Всеукраїнське об'єднання «Батьківщина» — 8,70%.[3] В одномандатному окрузі найбільше голосів отримав Фахраддін Мухтаров (самовисування) — 29,20%, за Анастасію Ляшенко (Слуга народу) — 22,12%, за Олексія Баганця (Всеукраїнське об'єднання «Батьківщина») — 14,16%[4].

## Економіка
- Молочно-товарна ферма.

## Населення
Згідно з переписом УРСР 1989 року чисельність наявного населення села становила 335 осіб, з яких 152 чоловіки та 183 жінки.
За переписом населення України 2001 року в селі мешкали 262 особи.

### Мова
Розподіл населення за рідною мовою за даними перепису 2001 року:
| Мова       | Відсоток |
| ---------- | -------- |
| українська | 95,80 %  |
| російська  | 3,82 %   |
| білоруська | 0,38 %   |